# Ilybius aenescens
Ilybius aenescens är en skalbaggsart som beskrevs av Thomson 1870. Ilybius aenescens ingår i släktet Ilybius och familjen dykare. Arten är reproducerande i Sverige. Inga underarter finns listade i Catalogue of Life.